# Prvić Šepurine
Prvić Šepurine (rjeđe Šepurina) su mjesto na otoku Prviću. Nalazi se u sastavu Grada Vodica.

## Povijest
Iako je otok prvobitno naseljen u ranom srednjem vijeku, najvažniji val stanovništva dolazi u XV. st. vezano uz veliku tursku opasnost kada se na otok seli stanovništvo velikoga srednjovjekovnog naselja na Srimi i osniva Prvić Šepurinu.

## Kultura
U Šepurinama se nalaze dvije crkve. Manja crkvica, izgrađena u srednjem vijeku, posvećena je svetoj Jeleni Križarici, majci cara Konstantina Velikog. Nova, veća crkva, potječe iz konca XIX. st. i posvećena je Uznesenju Blažene Djevice Marije. U Šepurinama se nalazi i ljetnikovac znamenite obitelji Vrančić (Antun i Faust Vrančić), koji je danas u vlasništvu plemićke obitelji Draganić-Vrančić.
U mjestu djeluju Šepurinski žudiji.

## Gospodarstvo
Nekad se stanovništvo djelatno bavilo poljodjelstvom i stočarstvom. No, to se nije moglo toliko prakticirati na samomu otoku, nego su kao i mještani Prvić Luke, obrađivali zemlje na kopnu (oko Vodica, Tribunja i Srime). Stoku se vodilo na ispašu na susjedne, nenaseljene, otoke Tijat i Zmajan. Danas se stanovništvo uglavnom bavi turizmom, maslinarstvom, vinogradarstvom te ribolovom.

## Stanovništvo
Apsolutno većinsko i jedino autohtono stanovništvo su Hrvati. Prezimena obitelji koja stoljećima obitavaju na otoku su: Antić, Antulov, Cukrov, Draganić-Vrančić, Fantulin, Franić, Grbelja, Grubelić, Kursar, Mačukat, Mijat, Miš, Mišurac, Skroza, Učić, Ukić, Vlahov, Lošinjanin, Paškov i Jurat.

### Poznate osobe
- Ljubomir Antić, hrvatski povjesničar
- Jere Jareb, hrvatski povjesničar
- sluga Božji fra Ante Antić, svećenik

| broj stanovnika | 971   |       | 1301  | 1364  | 1576  | 1699  | 1750  | 1413  | 1242  | 1176  | 955   | 623   | 397   | 315   | 262   | 239   | 252   |
|                 | 1857. | 1869. | 1880. | 1890. | 1900. | 1910. | 1921. | 1931. | 1948. | 1953. | 1961. | 1971. | 1981. | 1991. | 2001. | 2011. | 2021. |

## Zanimljivosti
Osim nekoliko manjih traktora te vatrogasnoga vozila smještenoga u Šepurinama, na cijelome otoku nema automobila, a veza se s kopnom održava brodom M/B Tijat koji plovi nekoliko puta dnevno u smjeru Šibenika i Vodica, te taksi–službom, a posebno ljeti.

## Galerija
- Svjetionik u pristaništu.

## Vanjske poveznice
- Službena web-stranica

|  | Portal Hrvatske – Pristup člancima s tematikom o Hrvatskoj. |